# Districtul Olpe
Districtul Olpe este un Kreis în landul Renania de Nord-Westfalia, Germania.